# Чемпіонат Казахстану з футзалу
Чемпіонат Казахстану з футзалу  — професіональна футзальна ліга в Казахстані, проводиться Федерацією футболу Казахстану. Заснований у 1998 році. Найуспішніший клуб — «Кайрат», який має у своєму активі 12 титулів чемпіона.

## Історія
В першому чемпіонаті СРСР (сезону 1990/91) Казахстан був представлений кустанайським «Хіміком». Ця команда посіла 3-тє місце у зональному турнірі в Ростові-на-Дону, а найкращим бомбардиром турніру став кустанаєць В. Цапаєв. У наступному році кустанайці зайняли 5-те місце в чемпіонаті СНД. До утворення у 1998 році комітету з футзалу і жіночого футболу (пізніше він влився в Федерацію футболу і зараз цей вид спорту підпорядкований Департаменту футзалу і пляжного футболу) при Футбольному Союзі Казахстану було проведено декілька неофіційних чемпіонатів країни за участю 5-6 команд, які збиралися в одному місті. У 1997 році першість виграв «Сонар», рік по тому переміг «Каскор-Мунайши».
Офіційні чемпіонати Казахстану проводяться з сезону 1998/1999, у якому чемпіоном став «Строітель» (Рудний). Потім чемпіонство впродовж трьох років вигравала команда «Алібі» з Алмати. З сезону 2003/2004 незмінним чемпіоном ставав столичний «Кайрат», але у сезоні 2007/2008 для визначення переможця чемпіонату довелося провести фінальний матч з «Актобе-БТА». У сезоні 2009/10 в чемпіонаті брали участь киргизські клуби.
У Кубку Казахстану також домінує «Кайрат», який виграв свій перший Кубок ще у сезоні 2000/2001 під назвою «Кайнур», а після того ще 7 разів виграв цей трофей.

## Сезони
| Рік       | К-ть уч-ків | Золото               | Срібло                  | Бронза                       | Найкращий бомбардир                                                                                    | Володар Кубка           |
| --------- | ----------- | -------------------- | ----------------------- | ---------------------------- | --- | ----------------------- |
| 1997      |             |                      |                         |                              | | «Мунайши» (Актау)       |
| 1998      |             |                      |                         |                              | | «Мунайши» (Актау)       |
| 1999      | 5           | «Строітель» (Рудний) | «Темірлан» (ЮКО)        | «Богатир» (Екібастуз)        | Віталій Апоченков («Богатир») — 12 голів                                                               | «Даулет» (Алмати)       |
| 1999-2000 | 8           | «Алібі» (Алмати)     | «Кайнур» (Алмати)       | «Актау» (Актау)              | Володимир Кравченко(«Калкан»), Ербол Комсабаков («Кайнур») — 24 голи                                   | «Локомотив» (Караганда) |
| 2000-2001 | 12          | «Аліби» (Алмати)     | «Актау» (Актау)         | «Рудний» (Рудний)            | Аскар Абільдаєв («Калкан») — 28 голів                                                                  | «Кайнур» (Алмати)       |
| 2001-2002 | 20          | «Аліби» (Алмати)     | «Аксауит» (Астана)      | «Жигіттер» (Астана)          | Раміль Юсупов («Алібі») — 46 голів                                                                     | «Аліби» (Алмати)        |
| 2002-2003 | 15          | «Жигіттер» (Астана)  | «Тулпар» (Караганда)    | «Кайрат» (Алмати)            | Сергій Левошко («Актюбрентген») — 41 гол                                                               | «Жигіттер» (Астана)     |
| 2003-2004 | 10          | «Кайрат» (Алмати)    | «Тулпар» (Караганда)    | «Актюбрентген» (Актобе)      | Іван Ільницький («Тулпар») — 43 голи                                                                   | «Тулпар» (Караганда)    |
| 2004-2005 | 7           | «Кайрат» (Алмати)    | «Тулпар» (Караганда)    | «Актюбрентген» (Актобе)      | Іван Ільницький («Тулпар») — 40 голів                                                                  | «Кайрат» (Алмати)       |
| 2005-2006 | 9           | «Кайрат» (Алмати)    | «Актюбрентген» (Актобе) | «Цементник» (Семей)          | Юрій Бутрін («Кайрат») — 54 голи                                                                       | «Кайрат» (Алмати)       |
| 2006-2007 | 7           | «Кайрат» (Алмати)    | «Актюбрентген» (Актобе) | «Алем» (Алмати)              | Максим Павленко («Актюбрентген») — 32 голи                                                             | «Кайрат» (Алмати)       |
| 2007-2008 | 7           | «Кайрат» (Алмати)    | «Актобе-БТА» (Актобе)   | «Цементник» (Семей)          | Максим Павленко («Актобе-БТА») — 44 голи                                                               | «Кайрат» (Алмати)       |
| 2008-2009 | 5           | «Кайрат» (Алмати)    | «Актюбрентген» (Актобе) | «Тулпар» (Караганда)         | Станіслав Кононенко («Актюбрентген»), Микола Пенгрін («Тулпар»), Денис Самохвалов («Кайрат») — 33 голи | «Кайрат» (Алмати)       |
| 2009-2010 | 5           | «Кайрат» (Алмати)    | «Тулпар» (Караганда)    | «АзіяУніверсалБанк» (Бішкек) | Катата («Кайрат») — 24 голи                                                                            | «Кайрат» (Алмати)       |
| 2010-2011 | 5           | «Кайрат» (Алмати)    | «Тулпар» (Караганда)    | «Рудний» (Рудний)            | Олександр Метьолкін («Аят») — 29 голів                                                                 | «Тулпар» (Караганда)    |
| 2011–2012 | 9           | «Кайрат» (Алмати)    | «Тулпар» (Караганда)    | «БТА Футзал» (Алмати)        | Асет Жаксибаєв («Ушкын-Іскра») — 68 голів                                                              | «Тулпар» (Караганда)    |
| 2012-2013 | 10          | «Кайрат» (Алмати)    | «Тулпар» (Караганда)    | «БТА Футзал» (Алмати)        | Ренато Міранда («СКА-Юг») — 74 голи                                                                    | «Кайрат» (Алмати)       |
| 2013-2014 | 8           | «Кайрат» (Алмати)    | «Тулпар» (Караганда)    | «Аят» (Рудний)               | Талес («Тулпар») — 52 голи                                                                             | «Кайрат» (Алмати)       |
| 2014-2015 | 6           | «Кайрат» (Алмати)    | «Тулпар» (Караганда)    | «Аят» (Рудний)               | Михайло Першин «Кайрат» (Алмати), Микола Пенгрін «Тулпар» (Караганда) — 29 голів                       | «Кайрат» (Алмати)       |
| 2015-2016 | 5           | «Кайрат» (Алмати)    | «Аят» (Рудний)          | «Інжу» (Актобе)              | Діваней («Кайрат») — 34 голи                                                                           | «Кайрат» (Алмати)       |
| 2016-2017 | 5           | «Кайрат» (Алмати)    | «Аят» (Рудний)          | «Актобе»                     | Ерік («Аят») — 24 голи                                                                                 | «Кайрат» (Алмати)       |
| 2017-2018 | 6           | «Кайрат» (Алмати)    | «Актобе»                | «Аят» (Рудний)               | Хоссейн Тайєбі («Кайрат») — 37 голів                                                                   | «Кайрат» (Алмати)       |
| 2018-2019 | 8           | «Кайрат» (Алмати)    | «Аят» (Рудний)          | «Жетису» (Талдикорган)       | Евертон («Жетису») — 33 голи                                                                           | «Актобе»                |

## Найкращий гравець року[19]
- 2002 — Олександр Бондарєв («Жигіттер»)[20]
- 2003 — Олександр Бондарєв («Жигіттер»)
- 2005-06 — Какау («Кайрат» Алмати)[21]
- 2006-07 — Какау («Кайрат» Алмати)
- 2007-08 — Рафаел («Кайрат» Алмати)[22]
- 2008-09 — Дінмухамбет Сулейменов («Актюбрентген» Актобе)[23]
- 2009-10 — Келсон («Кайрат» Алмати)
- 2010-11 — Дінмухамбет Сулейменов («Кайрат» Алмати)
- 2011-12 — Чингіз Єсєнаманов («Тулпар» Караганда)[24]
- 2012-13 — Дінмухамбет Сулейменов («Кайрат» Алмати)
- 2013-14 — Жоан («Кайрат» Алмати)
- 2014-15 — Чингіз Єсєнаманов («Тулпар» Караганда)[25]
- 2015-16 — Серік Жаманкулов («Кайрат» Алмати)[26]
- 2016-17 —
- 2017-18 — Дуглас Жуніор («Кайрат» Алмати)[27]
- 2018-19 —

## Статистика за історію

### Найкращі бомбардири
Інформація станом на кінець сезону 2006/07
| Місце | Гравець              | Клуби                                      | Голи |
| ----- | -------------------- | ------------------------------------------ | ---- |
| 1     | Юрій Бутрін          | «Кайрат»                                   | 192  |
| 2     | Аскар Абільдаєв      | «Калкан»                                   | 129  |
| 3     | Анатолій Мартовський | «Алібі», «Актюбрентген», «Алем»            | 125  |
| …6    | Максим Батов         | «Тулпар», «Кайрат»                         | 110  |
| …10   | Олександр Бондарєв   | «Темірлан», «Алібі», «Кайрат»              | 98   |
| …14   | Какау                | «Кайрат»                                   | 93   |
| …17   | Етьєн                | «Кайрат»                                   | 82   |
| …20   | Денис Самохвалов     | «Тулпар», «Кайрат»                         | 78   |
| …23   | Микола Казаков       | «Жигіттер», «Алібі», «Цементник», «Кайрат» | 70   |
| …26   | Олександр Терентьєв  | «Жигіттер», «Актюбрентген», «Кайрат»       | 68   |